# Aspidogyne foliosa
Aspidogyne foliosa es una orquídea terrestre originaria de los trópicos de Sudamérica.

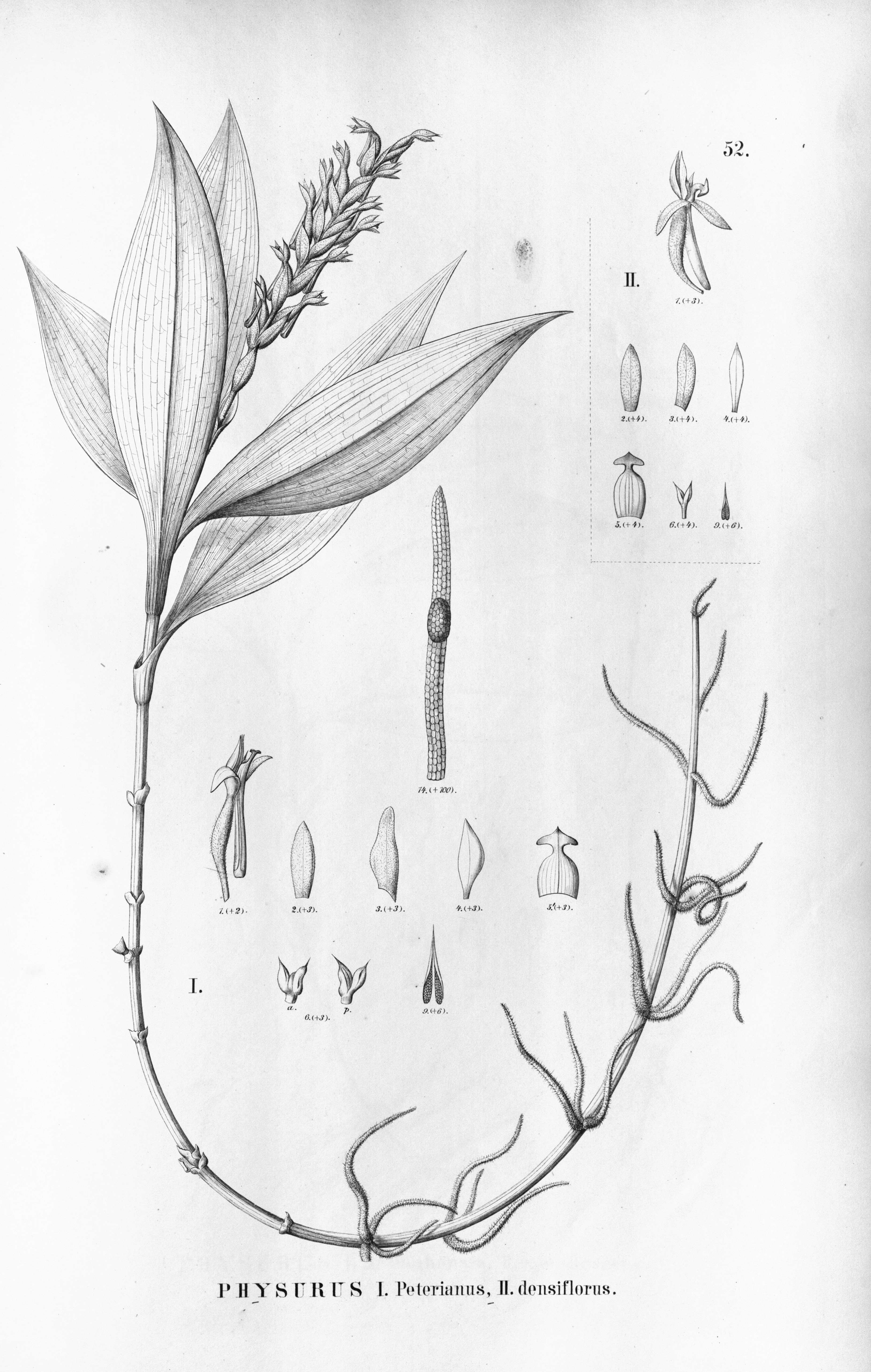
Ilustración

## Descripción
Es una orquídea de tamaño pequeño, que prefiere un clima cálido con hábito creciente terrestre con un tallo erecto, frondoso que lleva hojas ovales, obtusas, estrechándose gradualmente abajo en la base peciolada. Florece en una inflorescencia terminal, erecta, de 10 cm de largo con muchas flores con brácteas agudas lanceoladas y las flores dispuestas en un corimbo apical.

## Distribución y hábitat
Se encuentra en Surinam, Guayana Francesa, Guyana, Venezuela, Colombia, Ecuador, Perú, Bolivia y Brasil en la Amazonia y la Mata Atlántica.

## Taxonomía
Aspidogyne foliosa fue descrita por (Poepp. & Endl.) Garay y publicado en Bradea, Boletim do Herbarium Bradeanum 2(28): 201. 1977.
Etimología
Aspidogyne: nombre genérico que viene del griego aspis, "escudo", y gyne, "hueco", con referencia a los grandes márgenes de curvas de sus flores, que se asemejan a un escudo.
foliosa: epíteto latino que significa "frondosa".
Sinonimia
- Aspidogyne aratanhensis (Barb.Rodr.) Baptista
- Aspidogyne multifoliata (C.Schweinf.) Garay
- Aspidogyne oreadum (S.Moore) Garay
- Erythrodes aratanhensis (Barb.Rodr.) Ames
- Erythrodes densiflora (Lindl.) Ames
- Erythrodes foliosa (Poepp. & Endl.) Ames
- Erythrodes multifoliata C.Schweinf.
- Erythrodes oreadum (S.Moore) Pabst
- Erythrodes stenocentron (Schltr.) Ames
- Microchilus densiflorus (Lindl.) D.Dietr.
- Microchilus foliosus (Poepp. & Endl.) D.Dietr.
- Pelexia foliosa Poepp. & Endl. basónimo
- Physurus aratanhensis Barb.Rodr.
- Physurus densiflorus Lindl.
- Physurus foliosus (Poepp. & Endl.) Lindl.
- Physurus oreadum S.Moore
- Physurus stenocentron Schltr.[6][7]